# Aequidens
Aequidens é um gênero Sul-Américano de peixes da família Cichlidae. Muitas espécies anteriormente colocadas neste gênero foram atribuídas a outros  gêneros, tais como Andinoacara, Bujurquina, Laetacara, Tahuantinsuyoa, Krobia, Rondonacara e Cleithracara. Na sua definição atual, Aequidens é amplamente restrito à Bacia Amazônica, Bacia do Orinoco e bacias hidrográficas das Guianas. As únicas exceções são A. plagiozonatus que também ocorre na Bacia do Paraná, e A. tetramerus que também ocorre no Rio Parnaíba.

## Espécies
Existem atualmente 16 espécies reconhecidas deste gênero:
- Aequidens chimantanus Inger, 1956
- Aequidens diadema (Heckel, 1840)
- Aequidens epae S. O. Kullander, 1995
- Aequidens gerciliae S. O. Kullander, 1995
- Aequidens mauesanus S. O. Kullander, 1997
- Aequidens metae C. H. Eigenmann, 1922 (Acará-Amarelo)
- Aequidens michaeli S. O. Kullander, 1995
- Aequidens pallidus (Heckel, 1840) (Acareuá)
- Aequidens paloemeuensis S. O. Kullander & Nijssen, 1989
- Aequidens patricki S. O. Kullander, 1984
- Aequidens plagiozonatus S. O. Kullander, 1984
- Aequidens potaroensis C. H. Eigenmann, 1912
- Aequidens rondoni (A. Miranda-Ribeiro, 1918)
- Aequidens tetramerus (Heckel, 1840) (Acará-cuaima)
- Aequidens tubicen S. O. Kullander & E. J. G. Ferreira, 1990
- Aequidens viridis (Heckel, 1840)